# Wenner-Gren Stiftelserna
Wenner-Gren Stiftelserna är ett samlande namn för tre samverkande stiftelser, alla med anknytning till den internationellt verksamma svenska affärsmannen Axel Wenner-Gren (1881–1961). Wenner-Gren Stiftelsernas syfte är att stödja internationellt vetenskapligt utbyte, och fokuserar på tre typer av verksamhet:
- bostäder för utländska gästforskare vid Wenner-Gren Center i Stockholm
- stöd till internationella symposier och till gästföreläsningar i Sverige av utländska forskare
- stipendier till svenska forskare som vill forska utomlands och till utländska forskare som vill forska i Sverige

## Historik

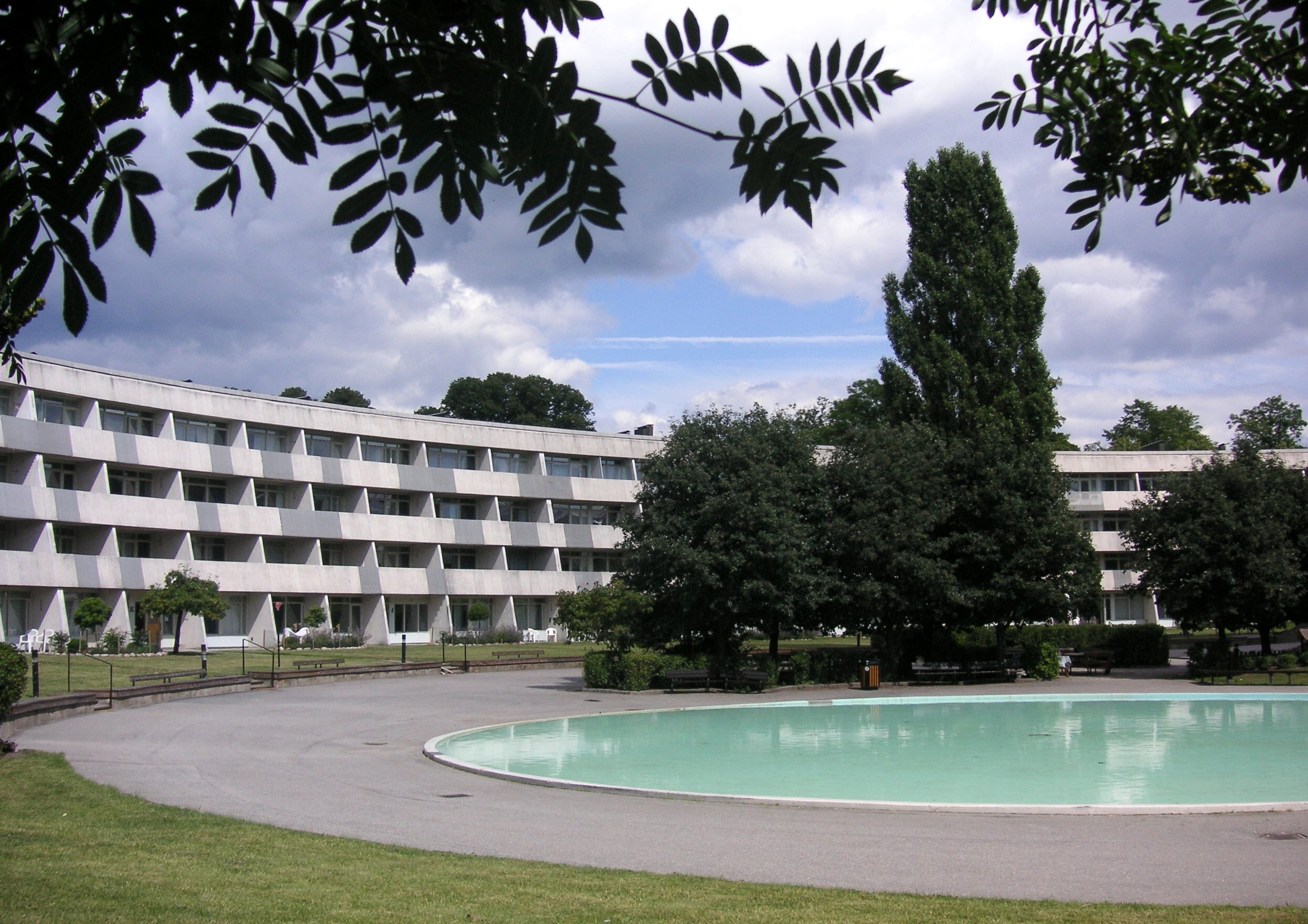
Helicon med ca 160 gästforskarbostäder.

Tanken med Stiftelsen Wenner-Gren Center för Vetenskaplig Forskning vid Sveaplan i Stockholm var ett internationellt forskningscentrum, med bl a bostäder för gästande utländska forskare. Efter år av överläggningar kunde Wenner-Gren Center med den 24 våningar höga Pylonen och forskarbostäderna i den halvcirkelformade Helicon högtidligen invigas i början av 1962. Under åren har Wenner-Gren Center spelat en viktig roll för de över 200 internationella symposier som avhållits här och de många tusen utländska gästforskare som bott i Helicon. Under många år inrymde Pylonen kontorslokaler för olika forskningsråd. Ekonomiskt blev utfallet dock blygsamt och drygt 20 år senare instiftades en ny stiftelse, Axel Wenner-Grens stiftelse för internationellt forskarutbyte, genom försäljning av Pylonen samt den kommersiella byggnaden väster om denna (Tetragonen) varvid stiftelsernas samlade förmögenhet mer än dubblerades vilket öppnade för en forskningsstödjande verksamhet. Ytterligare 20 år senare inleddes ett samarbete med Stiftelsen Wenner-Grenska Samfundet i syfte att samordna hanteringen av stöd till internationellt vetenskapligt utbyte och sedan 2007 samverkar de tre stiftelserna under det gemensamma namnet Wenner-Gren Stiftelserna. Av de ca 65 miljoner kronor som Stiftelserna årligen delar ut går drygt 10% till bostadsstipendier till gästforskare i Helicon, knappt 10% till symposieverksamhet och gästföreläsare och nästan 80% till internationellt forskarutbyte. Wenner-Gren Stiftelserna bidrar därigenom till att anpassa donatorns visioner till en ständigt föränderlig verklighet.

## Organisation
Wenner-Gren Stiftelsernas tre samverkande stiftelser:
- Stiftelsen Wenner-Gren Center för Vetenskaplig Forskning (WGC, grundad 1955)
- Axel Wenner-Grens Stiftelse för Internationellt Forskarutbyte (AWG, grundad 1984)
- Stiftelsen Wenner-Grenska Samfundet (SamF, grundad 1937)

## Stiftelsernas ordförande
SamF (1937–2006)
- Birger Ekeberg (1937–1961)
- Hugo Theorell (1962–1978)
- Rolf Luft (1979–1988)
- Anders Ehrenberg (1989–2001)
- Jan Lindsten (2002–2006)

WGC (1955–1996)
- Birger Ekeberg (1955–1960)
- Hugo Theorell (1961–1976)
- Olof Söderström (1977–1982)
- Jan Wallander (1982–1996)

AWG (1984-1996)
- Wilhelm Odelberg (1984-1996)

WGC och AWG (1997–2006)
- Jan Wallander (1997–2000)
- Inge Jonsson (2001–2006)

WGC, AWG och SamF (2007*-
- Inge Jonsson (2007–2010)
- Dan Brändström (2011–2019)
- Kerstin Eliasson (2020-

*Sedan 1 januari 2007 håller de tre stiftelserna gemensamma sammanträden och har en gemensam ledning.

## Stiftelsernas vetenskapssekreterare
- Yngve Zotterman (1960–1982)
- David Ottosson (1983–1993)
- Torvard Laurent (1993–2002)
- Bertil Daneholt (2003–2012)
- Britt-Marie Sjöberg (2013–2014; 2024)
- Carl-Henrik Heldin (2025-

## Stiftelsernas verkställande direktör
- Britt-Marie Sjöberg (2015-2023)

## Stiftelsernas administrativa direktör
- Torsten Molin (1960–1977)
- Claes Grill (1977–1992)
- Nils Bergholm (1992–1997)
- Inger Franzén (1997–2011)
- Kristina Lindstedt (2012–2014)
- Susan Ludvigsson (2014–2019)
- Gunilla Boström (2019)
- Katarina Andersson (2019-